# Calocosmus venustus
Calocosmus venustus là một loài bọ cánh cứng trong họ Cerambycidae.